# Коломенская пастила (музей)

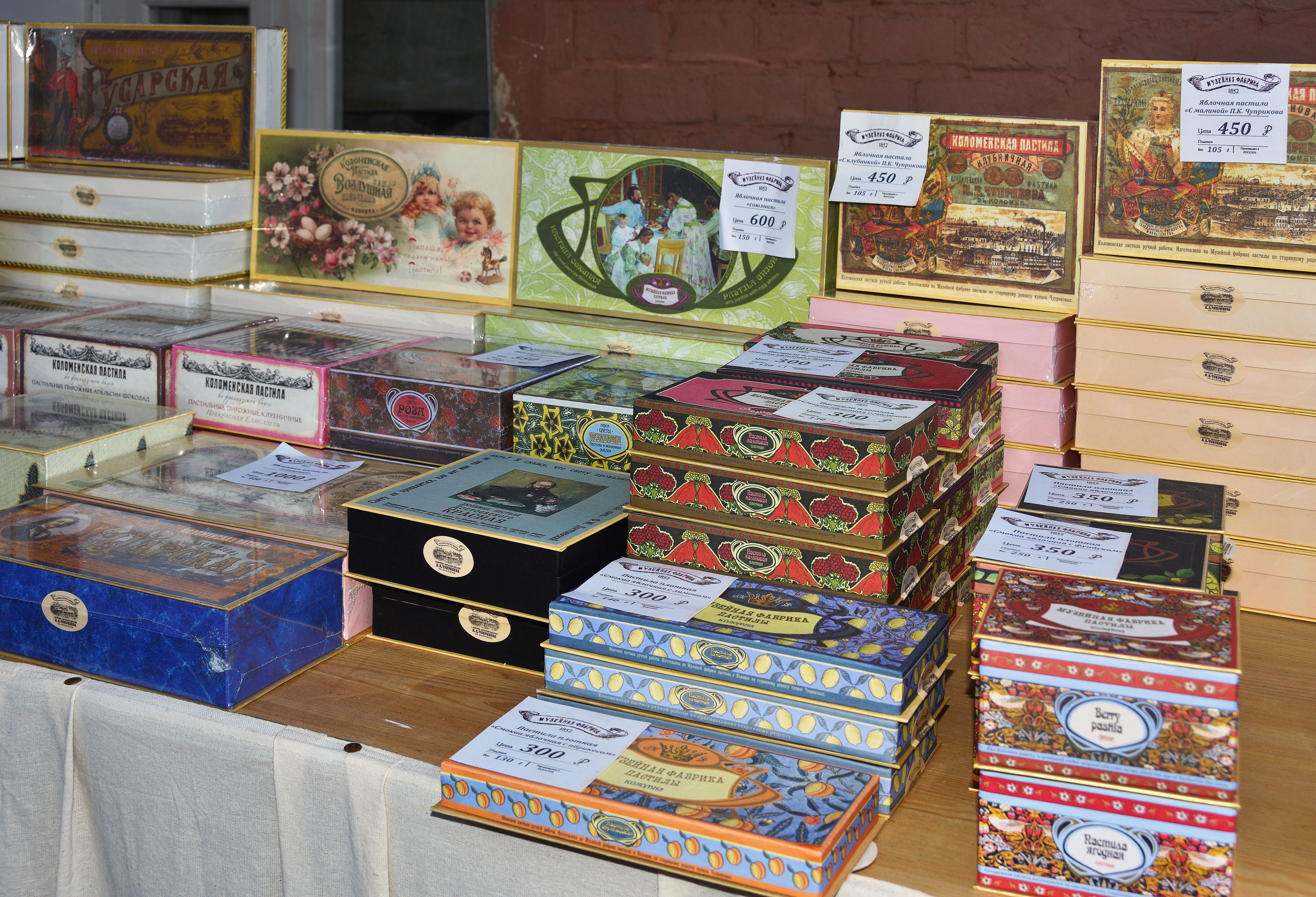
Различные виды пастилы в коробках

Музей «Коло́менская пастила́» (также известен как Музей исчезнувшего вкуса) — расположенный в городе Коломна Московской области музей.
Музей расположен во флигеле старинной купеческой усадьбы Сурановых. На музейном производстве создают три вида русской пастилы: рыхлую белковую, рыхлую безбелковую и плотную пастилу. Авторами проекта являются Наталья Никитина и Елена Дмитриева. Музей является проектом социального предпринимательства и, наряду с другими музеями Коломенского посада, входил в творческий кластер «Город-музей», в настоящее время входит в музейно-творческий кластер Коломенский Посад.

## История
Открытие музея состоялось 24 января 2009 года, в рамках проекта «Коломенская пастила. История со вкусом».
Вначале руководство музея планировало производить пастилу на подмосковных фабриках. Но этот вариант не удалось осуществить, в результате чего музей открыл собственную музейную фабрику в историческом здании «Конфектно-пастильного заведения Петра Карповича Чуприкова на Полянской улице». На фабрике изначально производилось 7 сортов пастилы, в 2011 году производилось уже 26 сортов пастилы.
При музее открыто летнее кафе «Вкусные истории». В музее работает постоянно действующая «Садовая школа» для местных жителей. Школа знакомит с историей и практикой садовой культуры, основам ландшафтного дизайна и садоводства.
В 2014 году планировалось открытие филиала музея в Англии и создание российско-британской компании по производству пастилы.
В 2018 году в Коломне побывал Владимир Владимирович Путин и попробовал Коломенскую пастилу.
В 2024 году Коломенская пастила побывала на международной выставке-форуме "Россия" в рамках представления «Подмосковье на вкус»

## Отзывы
Алексей Зимин, главный редактор журнала «Афиша-Еда», положительно высказался о проекте. Согласно его отзыву, пастила музея чрезвычайно натуральна и вкусна.